# Гура-Окніцей
Гура-Окніцей (рум. Gura Ocniței) — село у повіті Димбовіца в Румунії. Входить до складу комуни Гура-Окніцей.
Село розташоване на відстані 69 км на північний захід від Бухареста, 9 км на схід від Тирговіште, 79 км на південь від Брашова.

## Населення
За даними перепису населення 2002 року у селі проживали 3222 особи.
Національний склад населення села:
| Національність | Кількість осіб | Відсоток |
| -------------- | -------------- | -------- |
| румуни         | 2854           | 88,6%    |
| цигани         | 366            | 11,4%    |

Рідною мовою назвали:
| Мова      | Кількість осіб | Відсоток |
| --------- | -------------- | -------- |
| румунська | 3209           | 99,6%    |
| циганська | 11             | 0,3%     |